# Sevenwaters
Sevenwaters é uma série de livros de autoria da escritora neozelandesa Juliet Marillier.
As histórias se passam parte na Irlanda e em parte na Bretanha (atual Inglaterra). São histórias de fantasia tendo como plano de fundo a cultura celta: ver celtas.
Os livros que compõem a trilogia são:
- A Filha da Floresta (Daughter of the Forest, 2000)
- O Filho das Sombras (Son of the Shadows, 2001)
- A Filha da Profecia (Child of the Prophecy, 2002)
- Herdeiro De Sevenwaters (Heir to Sevenwaters, 2009)
- Vidente de Sevenwaters (Seer of Sevenwaters, 2019)
- A chama de Sevenwaters (Flame of Sevenwaters, 2020)